# Женіс (Казигуртський район)
Жені́с (каз. Жеңіс) — село у складі Казигуртського району Туркестанської області Казахстану. Входить до складу Жанабазарського сільського округу.
Населення — 269 осіб (2021; 292 у 2009, 265 у 1999, 110 у 1989).